# Довга Пристань
До́вга При́стань — село в Україні, у Синюхинобрідській сільській громаді Первомайського району Миколаївської області. Населення становить 951 особу.

## Географія
Село розташоване за 25 км на північний захід від міста Первомайськ і залізничної станції Первомайськ-на-Бузі. Сільраді підпорядковані села Брід і Зелена Левада.

## Історія
У районі Зеленої Левади на одному з курганів знайдений кам'яний жертовник сарматського часу із скульптурним зображенням голови барана (III ст. до н. э.- II ст. н. ери).
Населений пункт заснований в 80-х рр. XVIII ст. В період революції 1905—1907 рр. селяни розгромили садибу поміщика Міцкевича, розкрили комори і розділили між собою зерно. Після придушення селянського виступу житель села І. Рибаченко і інші його активні учасники були заарештовані і засуджені царською владою.
Під час організованого радянською владою Голодомору 1932—1933 років померло щонайменше 202 жителі села.
Під час німецько-радянської війни до радянської армії було мобілізовано 250 жителів села, 82 з них загинули, 151 — удостоєний урядових нагород. У 1944 р. за мужність і відвагу, проявлені у боях з німецькими військами, уродженець села С. П. Крижанівський удостоєний звання Героя Радянського Союзу. У 1958 р. в Довгій Пристані споруджений пам'ятник на честь воїнів-визволителів, а в 1971 р. — пам'ятник на честь односельців, загиблих у боях з нацистами за Батьківщину.

## Населення

### Мова
Розподіл населення за рідною мовою за даними перепису 2001 року:
| Мова            | Кількість | Відсоток |
| --------------- | --------- | -------- |
| українська      | 895       | 94.11%   |
| російська       | 35        | 3.68%    |
| румунська       | 16        | 1.68%    |
| гагузька        | 1         | 0.11%    |
| інші/не вказали | 4         | 0.42%    |
| Усього          | 951       | 100%     |

## Економіка
На території Довгої Пристані обробляється 5428 га сільськогосподарських угідь, у тому числі 4318 га орних земель. Господарство спеціалізується на вирощуванні зернових культур і розведенні овець (понад 7 тис. голів). У 1979 р. побудований вівцекомплекс на 5 тис. вівцематок. Підсобні підприємства — млин і маслобійня.
За успіхи в праці 85 довгопристанці нагороджені орденами і медалями СРСР, у тому числі орденом Трудового Червоного Прапора — комбайнер А. В. Паламарчук і інженер Д. А. Саленко.

## Освіта та культура
У селі є середня школа (22 учителі і 220 учнів), будинок культури із залом на 300 місць, дві бібліотеки з фондом 12,9 тис. книг, дільнична лікарня на 25 ліжок, де працюють два лікарі і десять фахівців з середньою медичною освітою, дитячий сад. До послуг жителів — три магазини, кафе, швацька майстерня, відділення Укрпошти та Ощадбанку України.

## Відомі уродженці
- Яровий Олег (2002—2025) — солдат ЗСУ, Герой України (2025, посмертно)